# فیولتوفکا
فیولتوفکا (ترکی آذربایجانی: Fioletovka) یک منطقهٔ مسکونی در جمهوری آرتساخ است که در استان هادروت واقع شده‌است.